# Trận Bình Giã
Trận Bình Giã là trận đánh chính nằm trong Chiến dịch Bình Giã xảy ra vào cuối tháng 12 năm 1964 tại địa bàn làng Bình Giã, tỉnh Phước Tuy, cách Sài Gòn 67 km, giữa Quân giải phóng miền Nam và Quân lực Việt Nam Cộng hòa.
Lúc xảy ra trận đánh, Bình Giã có độ khoảng 6.000 dân, phần lớn là người theo đạo Thiên Chúa di cư từ miền Bắc Việt Nam sau năm 1954. Đây là trận đánh quan trọng trong chiến dịch Bình Giã do Quân Giải phóng miền Nam Việt Nam phát động.
Dù có ưu thế hơn hẳn về quân số và trang bị, lại được các sĩ quan Mỹ hỗ trợ, nhưng Quân lực Việt Nam Cộng hòa vẫn chịu thất bại nặng. Sau trận này, Đại tướng Hoàng Văn Thái đánh giá đây là một thắng lợi quan trọng, là "... một chiến dịch quy mô nhỏ nhưng có ý nghĩa chiến lược, mở đầu thời kỳ mới của chiến tranh cách mạng miền Nam". Trung đoàn chính quy đầu tiên của quân Giải phóng thành lập ở miền nam, trung đoàn Q761, được gọi là "đoàn Bình Giã" để tuyên dương.

## Lực lượng tham chiến

#### Hoa Kỳ vàQuân lực Việt Nam Cộng hòa
- Vài chục sỹ quan cố vấn Mỹ
- Tiểu đoàn 4 Thủy quân Lục chiến Quân lực Việt Nam Cộng hòa
- Tiểu đoàn 30 và Tiểu đoàn 31 Biệt động quân
- Hàng chục trực thăng, máy bay, xe tăng, xe thiết giáp các loại

#### Quân giải phóng miền Nam
- Trung đoàn bộ binh Q761
- 04 tiểu đoàn trợ chiến gồm Cối 81, DKZ75, trọng liên 12ly7
- Quân khu 7 chi viện 2 tiểu đoàn tập trung là tiểu đoàn 700 và tiểu đoàn 800
- Quân khu 6 hỗ trợ bằng tiểu đoàn tập trung là Tiểu đoàn 186
- Đại đội 445 bộ đội địa phương tỉnh Bà Rịa cũng tham gia phục vụ chiến dịch

## Phương thức tác chiến
Quân lực Việt Nam Cộng hòa áp dụng chiến thuật phỏng theo lối đánh trực thăng vận và thiết xa vận của quân đội Mỹ, tức là sử dụng trực thăng và xe bọc thép để hành quân với tốc độ cao, khi tác chiến bộ binh được hỗ trợ với hỏa lực mạnh (súng đại liên, pháo, rocket...) gắn trên trực thăng và xe bọc thép.
Phương thức tác chiến chủ yếu của Quân Giải phóng là đánh đối phương ngoài công sự, vận dụng linh hoạt các hình thức chiến thuật tập kích, phục kích, vận động tiến công với mục tiêu là đánh gục ngay từ đầu chiến thuật trực thăng vận và thiết xa vận của đối phương.

## Diễn biến chiến sự
- Ngày 28 tháng 12 năm 1964: Một tiểu đoàn của Quân Giải phóng tấn công và chiếm làng Bình Giã do 2 trung đội Địa phương quân của QLVNCH trấn giữ. Tiểu đoàn 30 Biệt Động Quân QLVNCH được trực thăng vận đến tái chiếm làng Bình Giã bị phục kích và thiệt hại nặng, phần còn lại rút và cố thủ trong nhà thờ làng.
- Hôm sau, ngày 29 tháng 12, Tiểu đoàn 38 Biệt Động Quân được trực thăng vận xuống phía nam làng và tổ chức đánh trả. Trận chiến kéo dài cả ngày nhưng lực lượng Biệt Động Quân không tái chiếm được làng Bình Giã.
- Ngày 30: Vào buổi sáng, tiểu đoàn 4 Thủy Quân Lục Chiến được gởi đến tăng cường, nhưng QGPMN đã rút lui ra khỏi làng.
- Ngày 31: Tiểu đoàn 4 TQLC nhận lệnh đi tìm chiếc trực thăng và phi hành đoàn bị bắn rơi trước đó trong đồn điền cao su cách Bình Giã 4 km. Đại đội 2 TĐ4TQLC lọt vào ổ phục kích của Quân Giải phóng và bị tiêu diệt, phần còn lại của TĐ4TQLC đến cứu viện cũng bị thiệt hại nặng và phải lui về Bình Giã.
- Ngày 1 tháng 1 năm 1965: hai tiểu đoàn Nhảy Dù, TĐ1 và TĐ3 được trực thăng vận đến phía đông làng để tăng viện nhưng Quân Giải phóng đã rút lui.

## Thiệt hại và thương vong
Phía Mỹ và Việt Nam Cộng hòa tổng cộng có 201 quân nhân thiệt mạng (trong đó có 5 cố vấn Mỹ), 192 người bị thương (trong đó có tám người Mỹ), và 68 người mất tích (trong đó có ba người Mỹ). Thiệt hại của TĐ4/TQLC bao gồm 112 tử trận, 71 bị thương, 29/35 sĩ quan của tiểu đoàn đã tử trận kể cả Tiểu đoàn trưởng. Các cố vấn Donald G. Cook (cố vấn TĐ4TQLC), Harold G. Bennett và Charles E. Crafts (cố vấn TĐ33BĐQ) bị bắt làm tù binh .
Tháng 6 năm 1965, Thông tấn xã Việt Nam ở Hà Nội đã loan tin rằng ngày 24 tháng 6 năm 1965, Bennet đã bị xử bắn để trả đũa việc quân lực VNCH xử tử hình công khai ông Trần Văn Đang  bị bắt ngày 3 tháng 5 năm 1965 khi mang chất nổ dự định tấn công cư xá sĩ quan Hoa Kỳ trên đường Võ Tánh, Sài Gòn . Bennet là người tù binh chiến tranh đầu tiên của Hoa Kỳ bị xử bắn trong Chiến tranh Việt Nam .
Trong cuộc họp báo ngày 4 tháng 1 năm 1965, Mặt trận dân tộc giải phóng miền Nam tuyên bố rằng đã diệt 2.000 quân địch, 28 cố vấn Mỹ, tiêu diệt 37 xe quân sự và bắn rơi 22 máy bay.
Thắng lợi ở Bình Giã cho thấy sự phát triển nghệ thuật chiến tranh của quân Giải phóng miền Nam. Lực lượng phòng không chiến dịch đã nghiên cứu kỹ địa hình, xác định trước hướng bay, khu vực, bãi đổ quân; đồng thời chọn vị trí thuận lợi triển khai phục kích, đón lõng đánh máy bay địch, quân đổ bộ. Với vũ khí, trang bị dù thô sơ (chỉ có súng trường, tiểu liên, trung liên và một số đại liên thu được trên các xe thiết giáp của địch), quân Giải phóng đã thiết lập được thế trận phòng không linh hoạt, nhiều tầng, bắn rơi được 21 trực thăng và 1 máy bay trinh sát.
Thất bại ở Bình Giã đã khiến Bộ Quốc phòng Mỹ phải lo ngại: "Mối thất vọng của Washington đối với tình hình quân sự càng tăng lên khi Quân đội Sài Gòn bị một cú thất bại trông thấy trong trận đánh ác liệt ở Bình Giã... Mọi bằng chứng chỉ rõ tình hình sụp đổ cuối cùng của Chính phủ Sài Gòn là có thể xảy ra"